# Gentlemen-at-Arms
Straż Przyboczna Jej Królewskiej Mości Honorowy Korpus Genlemen-at-Arms (ang. Her Majesty’s Bodyguard of the Honourable Corps of Gentlemen at Arms, do 1834 r. Gentlemen Pensioners) – jeden z oddziałów wchodzących w skład straży przybocznej brytyjskiego monarchy, powołany do życia przez króla Henryka VIII w 1509 r. jako straż przyboczna, która miała towarzyszyć królowi podczas bitwy.
Po raz ostatni jednostka walczyła w polu podczas wojny domowej. Podczas bitwy pod Edgehill w 1642 r. jeden z żołnierzy o nazwisku Matthews ocalił życie księcia Walii. Do XIX w. Gentlemen-at-Arms pozostawali w służbie regularnej, mimo iż spełniali wyłącznie rolę ceremonialną. Obecnie korpus pełni głównie rolę ceremonialną. Towarzyszą monarsze podczas oficjalnych uroczystości, np. podczas wizyt głów państwa, uroczystego otwarcia sesji parlamentu oraz uroczystości związanych z nadawaniem orderów.
W skład korpusu wchodzi pięciu oficerów (kapitan, porucznik, chorąży, clerk oraz adiutant) i 27 żołnierzy. Stanowisko kapitana jest urzędem politycznym – jest on jednocześnie głównym whipem rządowym w Izbie Lordów. Aby otrzymać pozostałe stanowiska oficerskie, należy uprzednio służyć w szeregach korpusu. W chwili powołania żołnierze nie mogą mieć więcej niż 55 lat. Wszyscy muszą być emerytowanymi oficerami. Muszą odejść na emeryturę po ukończeniu 70 lat.

## Bitwy z udziałem korpusu Gentlemen-at-Arms
- bitwa pod Guinegate, 1513
- oblężenie Boulogne, 1544
- bitwa pod Edgehill, 1642

## Kapitanowie Gentlemen-at-Arms
- 1509–1539: Henry Bourchier, 2. hrabia Essex
- 1539–1548: Anthony Browne
- 1549–1550: John Braye, 2. baron Braye
- 1550–1553: William Parr, 1. markiz Northampton
- 1553–1558: Thomas Radclyffe, 3. hrabia Sussex
- 1558–1596: Henryk Carey, 1. baron Hunsdon
- 1596–1603: George Carey, 2. baron Hunsdon
- 1603–1615: Henry Percy, 9. hrabia Northumberland
- 1615–1616: Thomas Howard, 1. hrabia Suffolk
- 1616–1635: Theophilus Howard, 2. hrabia Suffolk
- 1635–1643: William Cecil, 2. hrabia Salisbury
- 1643–1646: Francis Leigh, 1. hrabia Chichester
- 1660–1661: Thomas Wentworth, 1. hrabia Cleveland
- 1661–1662: George Goring, 1. hrabia Norwich
- 1662–1667: Thomas Wentworth, 1. hrabia Cleveland
- 1667–1672: John Belasyse, 1. baron Belasyse
- 1672–1674: Thomas Belasyse, 2. wicehrabia Fauconberg
- 1674–1684: Wentworth Dillon, 4. hrabia Roscommon
- 1684–1695: Ralph Montagu, 1. hrabia Montagu
- 1695–1712: Charles Beauclerk, 1. książę St Albans
- 1712–1714: Henry Somerset, 2. książę Beaufort
- 1714–1726: Charles Beauclerk, 1. książę St Albans
- 1726–1731: William Cavendish, 3. książę Devonshire
- 1731–1734: Richard Boyle, 3. hrabia Burlington
- 1734–1740: John Montagu, 2. książę Montagu
- 1740–1742: Charles Powlett, 3. książę Bolton
- 1742–1745: Allen Bathurst, 1. baron Bathurst
- 1745–1756: John Hobart, 1. hrabia Buckinghamshire
- 1756–1762: John Berkeley, 5. baron Berkeley of Stratton
- 1762–1772: George Lee, 3. hrabia Lichfield
- 1772–1782: George Edgcumbe, 1. wicehrabia Mount Edgcumbe i Valletort
- 1782–1797: George Townshend, 1. hrabia Leicester
- 1797–1799: George Boscawen, 3. wicehrabia Falmouth
- 1799–1804: Heneage Finch, 4. hrabia Aylesford
- 1804–1806: George Parker, 4. hrabia Macclesfield
- 1806–1808: George St John, 3. wicehrabia Bolingbroke
- 1808–1812: Richard Edgcumbe, 2. hrabia Mount Edgcumbe
- 1812–1827: James Stopford, 3. hrabia Courtown
- 1827–1830: Henry Devereux, 14. wicehrabia Hereford
- 1830–1833: Thomas Foley, 3. baron Foley
- 1833–1834: Thomas Foley, 4. baron Foley
- 1834–1835: Henry Devereux, 14. wicehrabia Hereford
- 1835–1841: Thomas Foley, 4. baron Foley
- 1841–1846: John Weld-Forester, 2. baron Forester
- 1846–1852: Thomas Foley, 4. baron Foley
- 1852–1852: John Montagu, 7. hrabia Sandwich
- 1852–1858: Thomas Foley, 4. baron Foley
- 1858–1859: Henry Chetwynd-Talbot, 18. hrabia Shrewsbury
- 1859–1866: Thomas Foley, 4. baron Foley
- 1866–1867: Charles Bennet, baron Ossulston
- 1867–1868: William Cecil, 3. markiz Exeter
- 1868–1869: Thomas Foley, 4. baron Foley
- 1869–1871: George Phipps, 2. markiz Normanby
- 1871–1874: Francis Cowper, 7. hrabia Cowper
- 1874–1874: Henry Fox-Strangways, 5. hrabia Ilchester
- 1874–1875: William Cecil, 3. markiz Exeter
- 1875–1877: Charles Chetwynd-Talbot, 19. hrabia Shrewsbury
- 1877–1880: George Coventry, 9. hrabia Coventry
- 1880–1881: Alexander Duff, 6. hrabia Fife
- 1881–1881: Charles Gordon, 11. markiz Huntly
- 1881–1885: Robert Carrington, 3. baron Carrington
- 1885–1886: George Coventry, 9. hrabia Coventry
- 1886–1886: Charles Hanbury-Tracy, 4. baron Sudeley
- 1886–1886: George Barrington, 7. wicehrabia Barrington
- 1886–1890: Robert St Clair-Erskine, 4. hrabia Rosslyn
- 1890–1892: Charles Pelham, 4. hrabia Yarborough
- 1892–1894: George Venables-Vernon, 7. baron Vernon
- 1894–1895: Edwyn Scudamore-Stanhope, 10. hrabia Chesterfield
- 1895–1905: Henry Strutt, 2. baron Belper
- 1905–1907: William Lygon, 7. hrabia Beauchamp
- 1907–1908: Thomas Denman, 3. baron Denman
- 1908–1922: Edward Colebrooke, 1. baron Colebrooke
- 1922–1924: George Villiers, 6. hrabia Clarendon
- 1924–1924: Alexander Murray, 8. hrabia Dunmore
- 1924–1925: George Villiers, 6. hrabia Clarendon
- 1925–1929: Ivor Windsor-Clive, 2. hrabia Plymouth
- 1929–1931: Frederick Lambart, 10. hrabia Cavan
- 1931–1940: George Bingham, 5. hrabia Lucan
- 1940–1944: Harry Snell, 1. baron Snell
- 1944–1945: vacat
- 1945–1945: Hugh Fortescue, 5. hrabia Fortescue
- 1945–1949: Charles Ammon, 1. baron Ammon
- 1949–1951: George Shepherd, 1. baron Shepherd
- 1951–1957: Hugh Fortescue, 5. hrabia Fortescue
- 1957–1964: Michael Hicks-Beach, 2. hrabia St Aldwyn
- 1964–1967: Malcolm Shepherd, 2. baron Shepherd
- 1967–1970: Frank Beswick, baron Beswick
- 1970–1974: Michael Hicks-Beach, 2. hrabia St Aldwyn
- 1974–1979: Patricia Llewelyn-Davies, baronowa Llewelyn-Davies
- 1979–1991: Bertram Bowyer, 2. baron Denham
- 1991–1993: Alexander Fermor-Hesketh, 3. baron Hesketh
- 1993–1994: Nicholas Lowther, 2. wicehrabia Ullswater
- 1994–1997: Thomas Galbraith, 2. baron Strathclyde
- 1997–2002: Denis Carter, baron Carter
- 2002–2008: Bruce Grocott, baron Grocott
- 2008–2008: Janet Royall, baronowa Royall of Blaisdon
- od 2008: Steve Basam, baron Bassam of Brighton